# Spodnje Dole, Žihpolje
Spodnje Dole (nemško Untertöllern) je naselje v Občini Žihpolje v Okraju Celovec-dežela na Koroškem v Avstriji.